# جووانی روسو
جووانی روسو (ایتالیایی: Giovanni Rosso؛ زادهٔ ۱۷ نوامبر ۱۹۷۲) بازیکن فوتبال ایتالیایی‌تبار اهل کرواسی بود.
از باشگاه‌هایی که در آن بازی کرده‌است می‌توان به باشگاه فوتبال بیتار اورشلیم، باشگاه فوتبال مکابی حیفا، باشگاه فوتبال زاگرب، باشگاه فوتبال هایدوک اسپلیت، و باشگاه فوتبال مکابی تل آویو اشاره کرد.
وی همچنین در تیم ملی فوتبال کرواسی بازی کرده‌است.